# 연차사용촉진제도
연차사용촉진제도는 사용자가 근로기준법 제61조에 따른 적법한 연차휴가 사용촉진을 했음에도 근로자가 휴가를 사용하지 않아 소멸된 경우 미사용 연차휴가에 대한 금전보상의무를 면제하는 제도이다.

근로 기준법 61조 1항에 의하면 근로 기간이 1년 이상이 되어 연차를 받은 경우 아래 두가지 조건이 성립하면 미사용 연차에 대한 사용자의 보상 의무가 면제된다.
- 연차 발생일 6개월 되는 날부터 10일 이내에 사용자가 근로자에게 사용하지 않은 휴가 일수를 알려 주고 근로자가 사용 시기를 특정하여 사용자에게 통보하도록 서면으로 촉구
- 근로자가 연차 사용 계획을 통보하지 않은 경우 연차 발생일 10개월이 되기 전에 사용자가 근로자에게 연차 사용 시기를 서면으로 통보

근로 기간이이 1년 미만이어서 월차를 받은 경우는 이 기준과 일부 차이가 있다. 